# August Hendrik David Rups

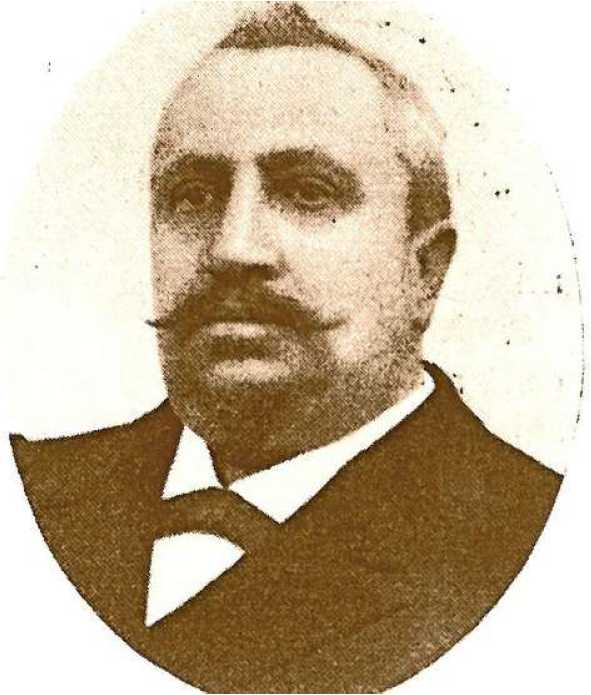
August Hendrik David Rups

August Hendrik David Rups (Nijmegen, 13 november 1849 - Oegstgeest, 28 mei 1905) was vanaf 1877 als architect in dienst van het Hoogheemraadschap van de Uitwaterende Sluizen in Kennemerland en West-Friesland te Edam waar hij hoofd van de technische dienst werd. Hij bleef dit tot zijn overlijden.

## Werkzaamheden
Alhoewel hij als architect en ingenieur in dienst was van het Hoogheemraadschap heft hij ook veel bouwwerken voor derden ontworpen en de bouw daarva begeleid. Hij ontwierp ook scholen (o.a.de openbare basisschool in De Rijp) en kerken. Het ontwerp van de Stoomspinnerij Edam is ook van zijn hand.
Voor het hoogheemraadschap ontwierp hij gemalen, bruggen, sluizen en havenwerken.

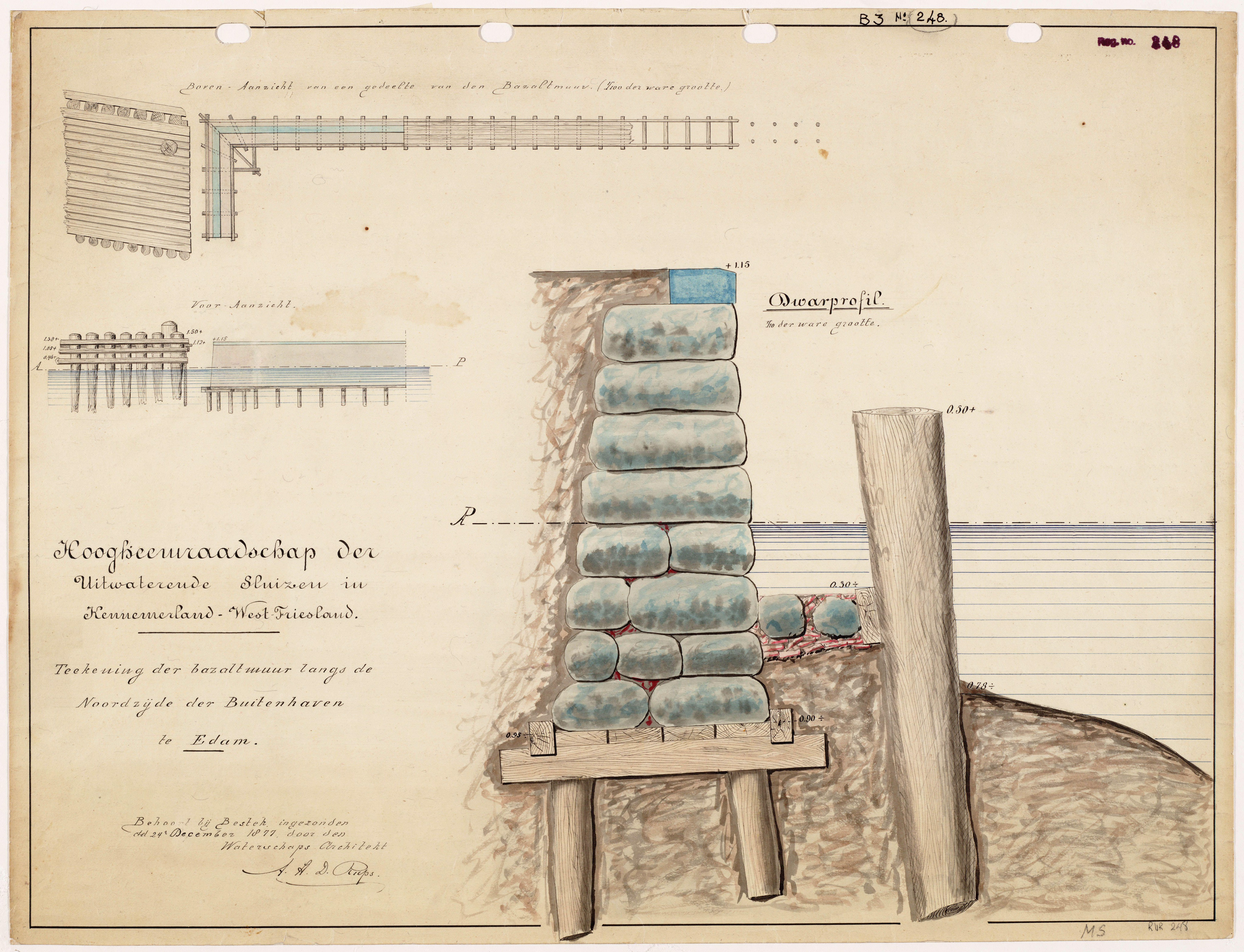
Ontwerp kade van Edam

Hij was betrokken bij de aanleg van de werken voor het Fort bij Edam, zijn taak was het gecontroleerd onder water zetten van een veenpolder, waarna het veen kon worden weggebaggerd. Op waterbouwkundig gebied zijn relevant onder andere de kademuur voor de zeehaven van Edam (1886), de vernieuwing van de Jispersluis (1902).

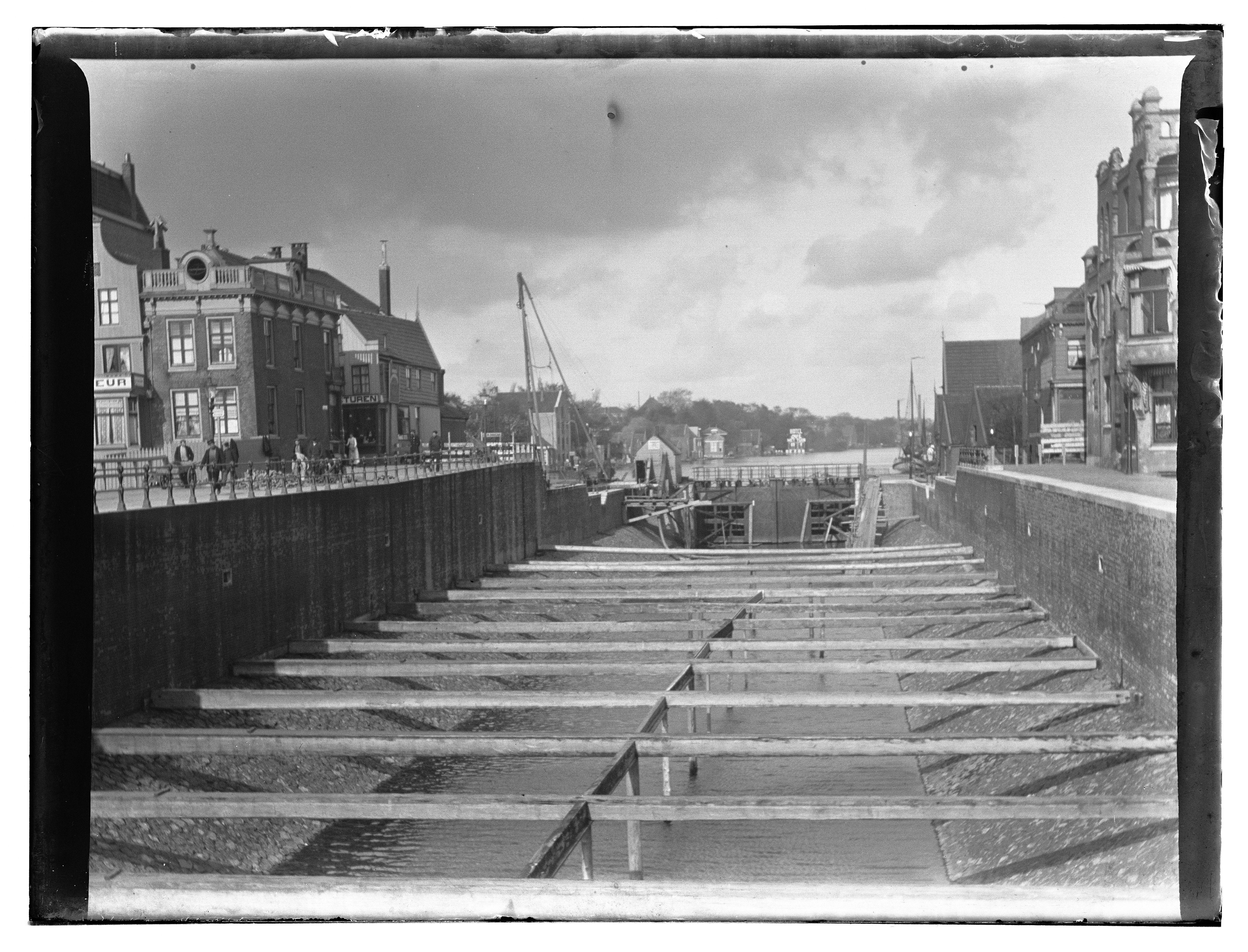
Bouw van de Wilhelminasluis (oktober 1903)

Een belangrijk project van hem was de bouw van de Wilhelminasluis in Zaandam. De tekeningen hiervoor zijn grotendeels beschikbaar via het Waterlands Archief.:zoekterm:Rups Jacob Olie heeft van de bouw een serie foto’s gemaakt.

## Privé
Hij was de zoon van Jean Rups, banketbakker van beroep en Catherine Louise Auguste Benrath. Hij is op 10 oktober 1900 getrouwd in Edam met Hermina Hoola van Nooten. Zij kregen twee zonen. Hij is overleden op 28 mei 1805 in Oegstgeest, maar was toen woonachtig in Edam. Naast zijn werk was hij actief in de kerkenraad en schoolcommissie.
- Virtual International Authority File: 280700238